# Словенія на зимових Олімпійських іграх 1992
Словенія на зимових Олімпійських іграх 1992, які проходили з 8 по 23 лютого в Альбервілі (Франція), була представлена 27 спортсменами в 6 видах спорту. Словенія вперше брала участь в Олімпійських іграх як незалежна країна.

## Учасники
| Спорт               | Чоловіки | Жінки | Всього |
| ------------------- | -------- | ----- | ------ |
| Біатлон             | 5        | 0     | 5      |
| Гірськолижний спорт | 5        | 6     | 11     |
| Лижні перегони      | 2        | 0     | 2      |
| Стрибки з трампліна | 5        | 0     | 5      |
| Фігурне катання     | 1        | 1     | 2      |
| Фристайл            | 2        | 0     | 2      |
| Всього              | 20       | 7     | 27     |

## Біатлон
Спортсменів — 5
Чоловіки
| Спортсмени                                      | Змагання            | Час       | Промахи     | Відставання | Місце |
| ----------------------------------------------- | ------------------- | --------- | ----------- | ----------- | ----- |
| Урош Велепец                                    | спринт              | 29:54.3   | 2 (1+1)     | +3:52.0     | 68    |
| Юре Велепец                                     | індивідуальна гонка | 1:04:12.6 | 2 (0+1+0+1) | +6:38.2     | 56    |
| Сашо Грайф                                      | спринт              | 27:58.8   | 0 (0+0)     | +1:56.5     | 33    |
| Сашо Грайф                                      | індивідуальна гонка | 1:00:39.2 | 3 (0+1+2+0) | +3:04.8     | 24    |
| Боштян Лекан                                    | спринт              | 28:42.4   | 1 (0+1)     | +2:40.1     | 51    |
| Боштян Лекан                                    | індивідуальна гонка | 1:00:26.8 | 1 (0+1+0+0) | +2:52.4     | 21    |
| Янез Ожболт                                     | спринт              | 28:31.1   | 0 (0+0)     | +2:28.8     | 43    |
| Янез Ожболт                                     | індивідуальна гонка | 1:01:47.2 | 1 (0+0+1+0) | +4:12.8     | 33    |
| Урош Велепец Сашо Грайф Юре Велепец Янез Ожболт | естафета            | 1:39:03.2 | 6 (6+0)     | +14:19.7    | 20    |